# Ulica Twardowskiego w Krakowie
Ulica Twardowskiego – ulica w Krakowie, w dzielnicy VIII Dębniki, biegnąca od skrzyżowania z ul. Jana Bułhaka aż do skrzyżowania z ul. Wyłom i Salezjańską - drogami spacerowymi na terenie Krzemionek Zakrzowskich.
Ulica powstała w latach 1849–1855 jako droga dojazdowa do austriackich umocnień II obszaru warownego Twierdzy Kraków w rejonie Skałek Twardowskiego (szaniec ogniowy FS-29). Jako droga prowadząca do Zakrzówka nazywana była wówczas drogą główną Zakrzowiecką lub ulicą główną Zakrzowiecką. W 1912 nadano jej imię legendarnego czarnoksiężnika Twardowskiego, który miał mieć swoją pracownię w jaskini na Zakrzówku.
Ulica Twardowskiego od jej powstania stanowiła jedną z ważniejszych ulic w tej części miasta. Straciła poważnie na znaczeniu po powstaniu w latach 70. XX wieku nowego układu komunikacyjnego z przelotowymi ulicami Monte Cassino i Kapelanką, które przejęły większość ruchu samochodowego w tej części miasta.
Nazwę ul. Twardowskiego nosiły wcześniej inne ulice współczesnego Krakowa: do 1917 ul. Czarodziejska w Dębnikach oraz do 1926 ul. Węgierska w Podgórzu.

## Obiekty zabytkowe
Do rejestru zabytków wpisane są następujące obiekty przy ul. Twardowskiego:
- dom, ul. Twardowskiego 25, nr rej.: A-761 z 1.08.1988
- dawna rogatka miejska z ok. 1910, ul. Twardowskiego 45 na rogu z ul. Szwedzką, nr rej.: A-756 z 7.07.1988

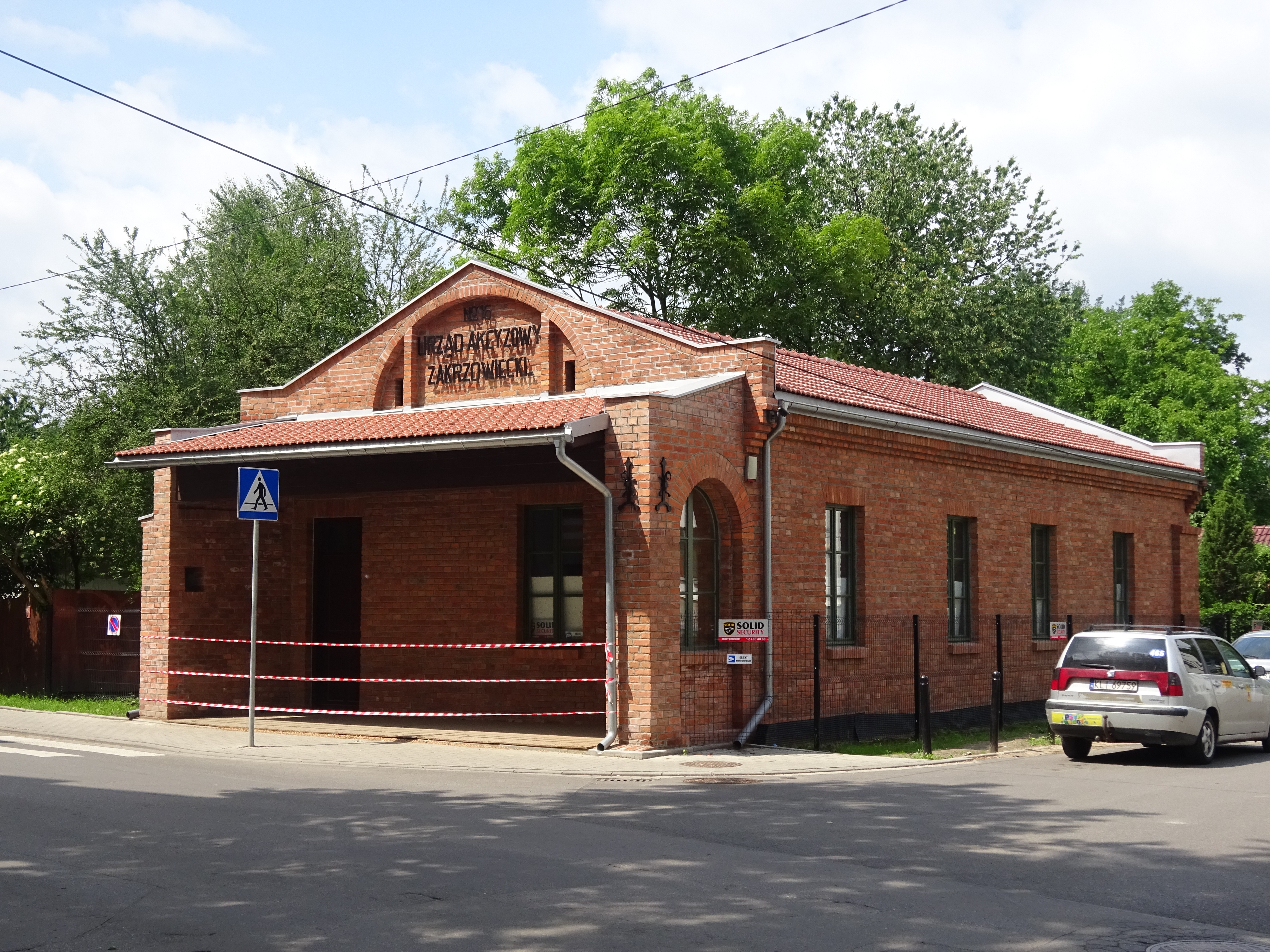
Dawna rogatka miejska przy ul. Twardowskiego 45
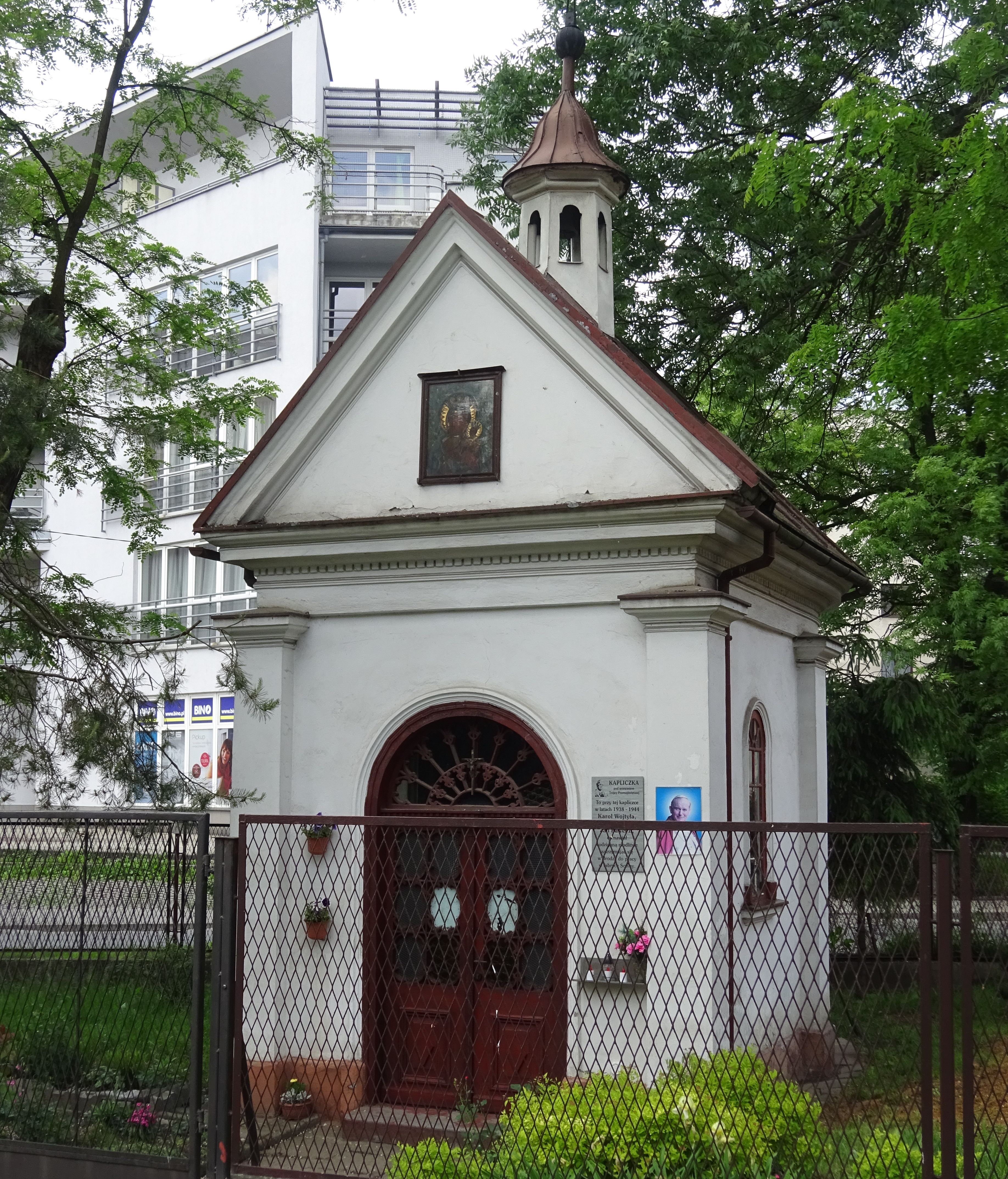
Kaplica św. Trójcy, przy skrzyżowaniu z ul. Dworską